# Film historique

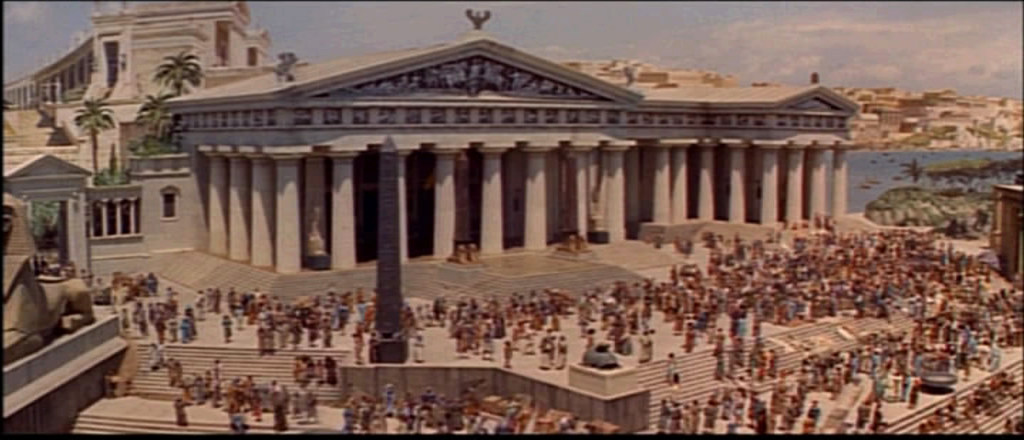
Photogramme du film Cléopâtre (1963) réalisé par Joseph L. Mankiewicz.

Un film historique est un genre cinématographique qui est fondé sur le principe de la fiction historique et qui met en scène des évènements historiques. Œuvre de fiction historique, elle comprend de multiples sous-genres (le péplum, le western, le film de cape et d'épée, etc.). Dans certains cas, on parle aussi de film en costume.

## Particularités

### Définition
L'historien Robert A. Rosenstone propose une définition du film historique :

« Le film historique ne remplace ni ne complète l'histoire écrite. Il reste adjacent à l'histoire écrite, comme la tradition orale et la mémoire. La différence entre cette pratique et la pratique historique écrite est si grande qu'elle justifierait peut-être qu'on la rebaptise. Comment pourrions-nous l'appeler ? Histoire poétique ? Histoire dramatique ? Histoire expressive ? Histoire cinématique ? »

### Six aspects du film historique
Robert A. Rosenstone (en) propose six aspects du film historique :

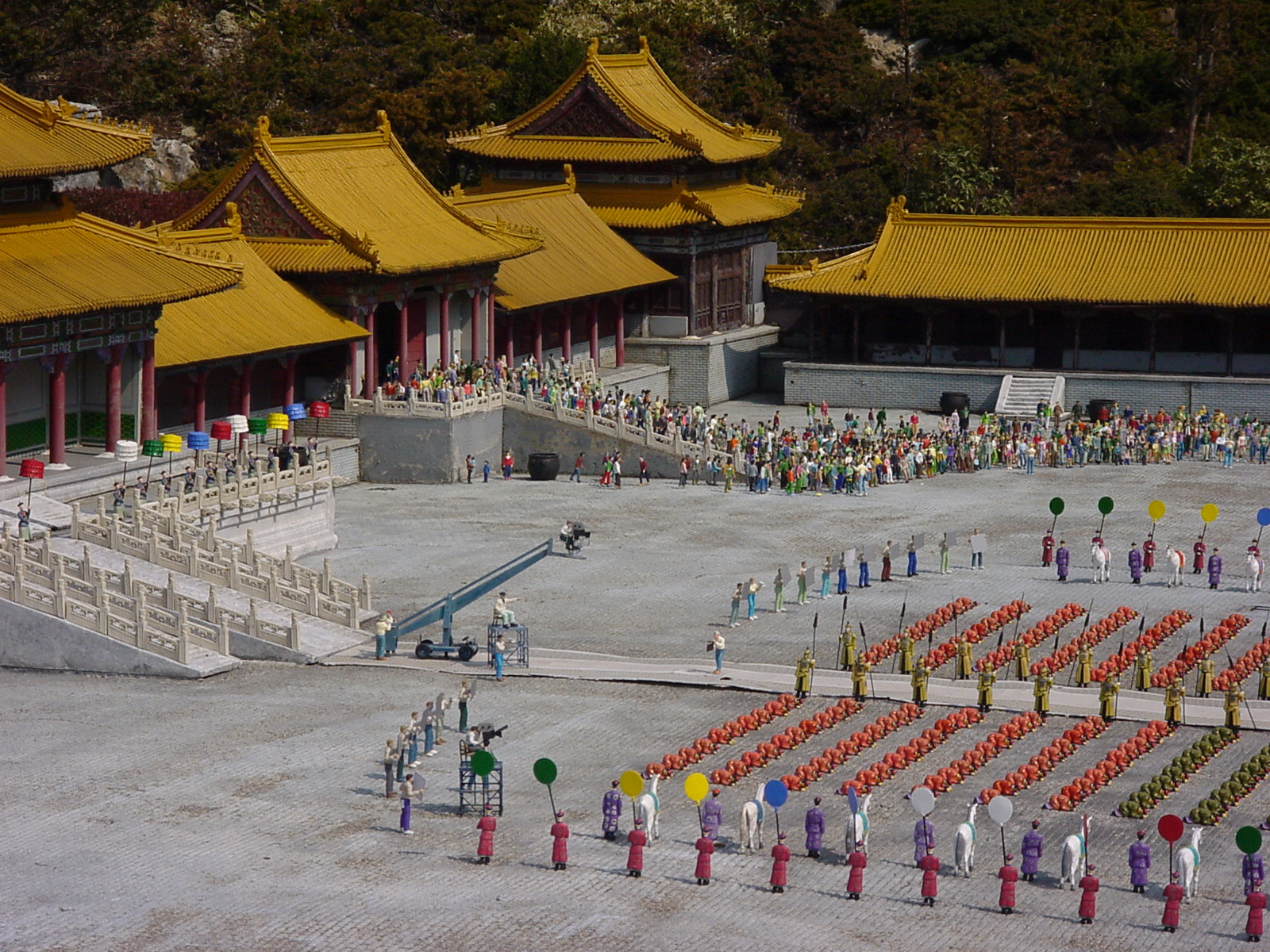
Tournage du film Le Dernier Empereur dans un décor au Tobu World Square reproduisant la Cité interdite.

- 1) Le film montre un progrès : il retrace des évènements historiques généralement d'un début malheureux vers une fin heureuse. Ainsi, le spectateur est rassuré de ne pas avoir vécu les faits auxquels il vient d'assister.
  - Exemple : La Déchirure, 1984, Roland Joffé.
- 2) Le film retrace l'histoire d'individus, il se focalise sur le particulier pour traiter le général.
  - Exemple : Le Dernier Empereur, 1987, Bernardo Bertolucci
- 3) « L'histoire est un passé fermé, terminé et linéaire. Il ne propose pas d'alternative à ce que nous voyons sur l'écran. » Le film devient un nouveau donné historique, au même titre que les essais sur ce thème sont eux-aussi un prisme, pour l'événement historique raconté.
  - Exemple : Le Retour de Martin Guerre, 1982, Daniel Vigne.
- 4) « Le film historique donne une dimension émotionnelle, personnalise et dramatise l'évènement. » Sont utilisés : des gros plans, des musiques poignantes.
- 5) Le film « donne une image du passé (paysages, objets, etc.) si "réel" que nous risquons de manquer l'impact qu'il peut avoir sur notre sens de l'histoire. »
- 6) Le film présente l'histoire comme un processus et offre une vision globale des faits. Il n'y a pas d'abord un chapitre sur l'économie puis sur la politique, etc.
  - Exemple : Le Retour de Martin Guerre, 1982, Daniel Vigne.

#### Ouvrages
- Antoine de Baecque (dir.) et Christian Delage (dir.), De l'histoire au cinéma, Paris, Complexe, 1998.
- Antoine de Baecque, Histoire et cinéma, Paris, Cahiers du cinéma, 2008.
- Antoine de Baecque, L'Histoire-caméra, Paris, Gallimard, 2008.
- Amy de La Bretèque, Le Moyen Âge au cinéma, Paris, Colin, 2015.

#### Articles
- Robert A. Rosenstone (en), « « Like writing history with lighting » : film historique/vérité historique », Vingtième Siècle : Revue d'histoire, no 46,‎ avril-juin 1995, p. 162-175 (lire en ligne, consulté le 1er mai 2020).

- Histoire et cinéma | Cairn.info [archive]
- Histoire et Cinéma - Persée [archive]
- Le cinéma fait-il l'histoire ? | Cairn.info [archive]
- Le cinéma opérateur d'histoire - Persée [archive]
- Les formes cinématographiques de l'histoire | Cairn.info [archive]
- La double mise en scène de l'histoire au cinéma | Cairn.info [archive]
- Les approches phénoménologiques entre cinéma et histoire | Cairn.info [archive]
- Cinéma et histoire : bilan historiographique - Persée [archive]